# 알렉산드르 울리야노프
알렉산드르 일리치 울리야노프(러시아어: Алекса́ндр Ильи́ч Улья́нов, 1866년 4월 12일 ~ 1887년 5월 8일)는 러시아 제국의 사회주의 혁명가이다. 소련을 건국한 사회주의 혁명가인 블라디미르 레닌의 형이기도 하다.
니즈니노브고로드에서 물리학자 일리야 니콜라예비치 울리야노프의 아들로 태어났다. 1883년 심비르스크(현재의 울리야놉스크) 대학교를 졸업하고 국립 상트페테르부르크 대학교에 입학하면서 자연과학을 전공했다. 동물학 분야에서 금메달을 획득했을 정도로 학업 수준이 높았지만 학생들, 노동자들과 함께 마르크스주의, 사회주의 활동을 전개하기도 했다.
1886년부터는 인민의 의지당의 후신 격에 해당하는 인민주의 테러 조직에서 활동했다. 1887년 3월 1일에는 러시아 제국의 차르였던 알렉산드르 3세를 암살하려다 실패한 뒤 경찰에 체포되었다. 1887년 5월 8일 실리셀부르크에서 그와 함께 인민주의 조직에서 활동했던 동료인 파호미 안드레유시킨, 바실리 게네랄로프, 바실리 오시파노프, 표트르 셰비료프와 함께 교수형에 처해졌다. 그의 사상은 동생인 블라디미르 레닌에게 큰 영향을 주었다.